# Усть-Табат
Усть-Табат (хак. Табат пилтірі) — аал в Бейском районе Хакасии.
Находится в 42 км к С.-З. от райцентра — с. Бея, расположен на лев. берегу р. Табат. Расстояние до ближайшей ж.-д. ст. Аскиз 8 км, до аэропорта в г. Абакане 107 км.
Численность населения 22 чел. (01.01.2004), все хакасы.
Аал основан в 19 в. (точных данных нет). В годы советской власти входил в состав Аскизского р-на, затем вошёл в Бейский р-н. Нас. занимается личным подсобным хозяйством.

## Население
| 2002 | 2010 |
| ---- | ---- |
| 24   | ↘15  |